# Fleetwood, Lancashire
Fleetwood är en stad och civil parish i grevskapet Lancashire i England. Staden ligger i distriktet Wyre på halvön Fylde, cirka 12 kilometer norr om Blackpool. Tätorten (built-up area) hade 25 359 invånare vid folkräkningen år 2011.